# داريا زلاتوبولسكايا
داريا إريكوفنا زلاتوبولسكايا (الروسية:Да́рья Э́риковна Галимова ؛ من مواليد 24 أبريل 1977 في موسكو) هي مذيعة تلفزيونية وصحفية روسية، حصلت على جائزة مدينة موسكو في مجال الأدب والفنون عام 2015 عن سلسلة برامج "وايت ستوديو" على قناة "روسيا الثقافة" التلفزيونية، وحصلت على الميدالية الذهبية التي تحمل اسم ليف نيكولاييف عام 2016 لمساهمته الكبيرة في التعليم ونشر الإنجازات العلمية والثقافية، جائزة حكومة الاتحاد الروسي في مجال الثقافة عام 2020 لإنشاء مسابقة عموم روسيا المفتوحة للمواهب الشابة "بلو بيرد".

## نشأتها
وُلدت داريا في عائلة مكونة من عالم الكيمياء الجيولوجية إريك ميخائيلوفيتش جاليموف (1936-2020) والخبيرة المسرحية غالينا جاليموفا. في طفلتها كانت مهتمة بالباليه والتاريخ، ارتادت مدرسة إنجليزية خاصة، وذهبت للسباحة في مدرسة احتياطية أولمبية، وتلقت دروسًا في الجيتار. في المدرسة الثانوية، درست بموجب قانون دعم الحرية وبرنامج تبادل قادة المستقبل، الذي نظمته وكالة المعلومات الأمريكية، درست اللغة الفرنسية في مدينة إيكس أون بروفانس، فرنسا، تخرجت من كلية الصحافة بجامعة موسكو الحكومية في عام 2004.